# Tantras (budismo)

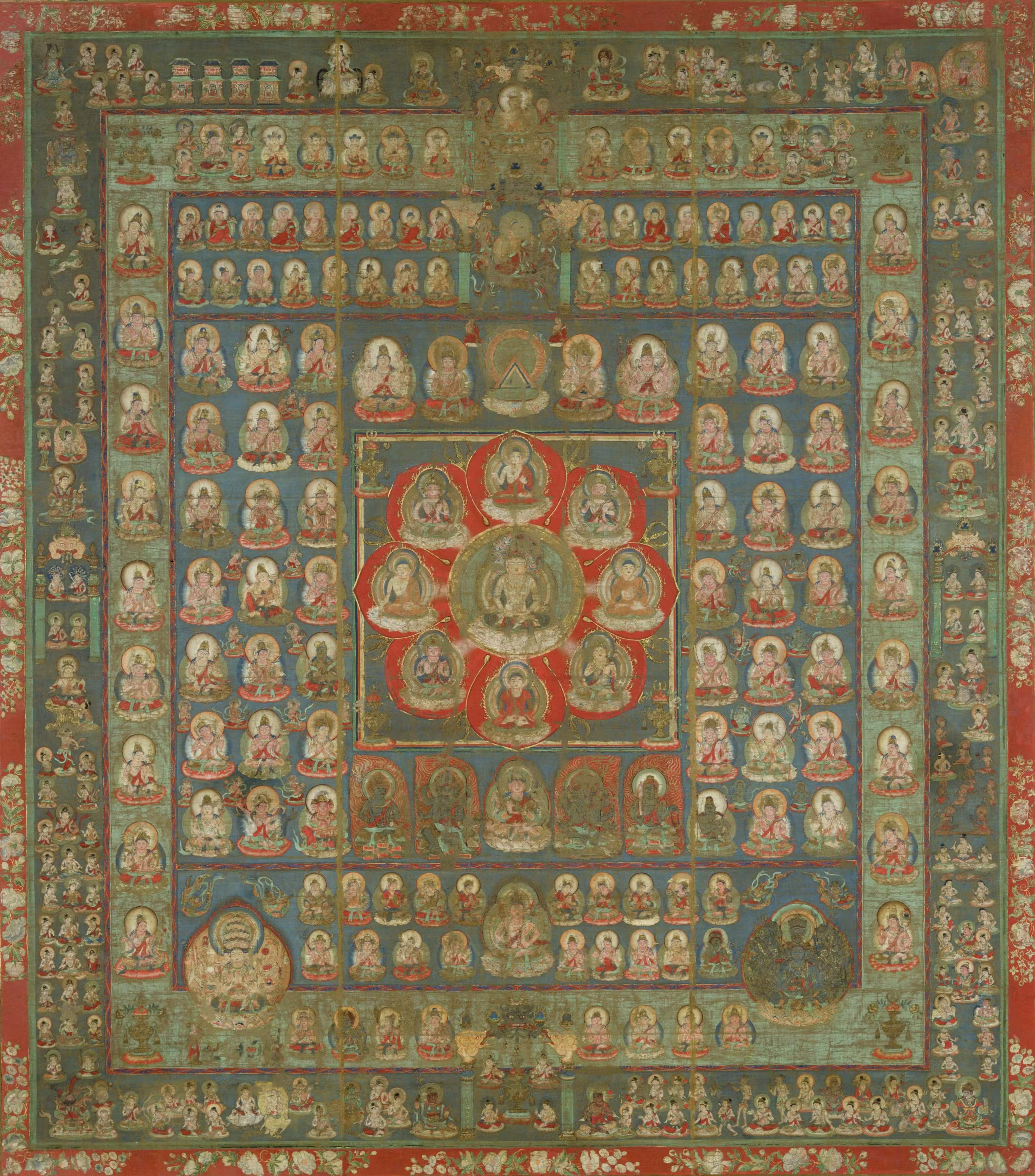
El maṇḍala Garbhadhatu como se utiliza en las enseñanzas deSubhakarasimha del Mahavairocana Tantra. Vairocana se encuentra localizado en el centro.

Los tantras budistas son un grupo variado de textos indios y tibetanos que describen ideas y prácticas únicas de los sistemas religiosos del tantra budista.

## Generalidades
Los textos tántricos budistas comenzaron a aparecer durante el período del imperio Gupta aunque textos con elementos asociados al tantra pueden encontrarse ya en el siglo III. Para el siglo VIII, el Tantra era una fuerza dominante en el norte de la India y el número de textos aumentó gracias a que numerosos pandits (gurús) tántricos escribieron comentarios.
El Tantra budista más antiguo al que se puede poner fecha es posiblemente el Mahavairocana Tantra, que fue mencionado y recopilado por el peregrino chino Wu-xing (無 行) alrededor del año 680 d. C.
Parte del material también es similar al contenido de los Upanishads del Yoga. Las tradiciones tántricas budistas fueron influenciadas de diversas maneras por las tradiciones hindúes shivaístas y pañcharatra, por los cultos locales a dioses y diosas, por los ritos iaksa o nāga, así como por ideas y prácticas budistas Mahāyāna preexistentes.
Muchos textos tántricos budistas antiguos, posteriormente denominados "Tantras de acción" (kriyā tantra), son en su mayoría colecciones de mantras o frases mágicas para fines principalmente mundanos, llamados mantrakalpas (manuales de mantras) y no se autodenominan Tantras. Los textos tántricos posteriores a partir del siglo VIII (denominados de forma diversa Tantras Yogatantra, Mahayoga y Yogini) abogaban por la unión con una deidad (yoga de la deidad ), sonidos sagrados (mantras), técnicas para la manipulación del cuerpo sutil y otros métodos secretos con los que lograr rápidamente la budeidad. Algunos Tantras contienen prácticas antinómicas y transgresoras como la ingestión de alcohol y otras sustancias prohibidas, así como rituales sexuales. Algunos de los temas e ideas particulares que se encuentran en los Tantras budistas son la revalorización del cuerpo y su uso para lograr gran dicha (mahasukha), una revalorización del papel de las mujeres y las deidades femeninas y una revalorización de los estados mentales negativos, que pueden utilizarse al servicio de la liberación, como lo dice el Hevajra Tantra: "el mundo está atado por la pasión, y también por la pasión es liberado".
El tantra budista se extendió rápidamente fuera de la India hacia países cercanos como el Tíbet y Nepal en el siglo VIII, así como hacia el sudeste asiático. El tantra budista llegó a China durante la dinastía Tang (donde se le conoció como tangmi) y fue llevado a Japón por Kukai (774–835), en donde se le conoce como shingon. Sigue siendo la principal tradición budista en Nepal, Mongolia y el Tíbet, donde se le conoce como Vajrayana .
Hay entre 1.500 y 2.000 textos tántricos budistas indios en el sánscrito original, y de más de dos mil tantras más sobrevive únicamente su traducción (en su mayoría en tibetano o chino). En los cánones tibetanos, hay 450 Tantras en la colección de Kanjur y 2.400 en la de Tanjur .

## Categorización tibetana
Los textos tántricos fueron traídos al Tíbet en dos períodos históricos, el siglo VIII y el siglo XI. La antigua escuela de traducción, o Nyingma, y las Nuevas escuelas de traducción posteriores, organizan los Tantras en diferentes categorías.

### Escuela de traducción antigua
La colección de tantras de Nyingma se conoce como Nyingma Gyubum y tiene seis categorías de tantra:
- Tres tantras externos : 
  - Kriyayoga
  - Charyayoga
  - Yogatantra
- Tres Tantras Internos, que corresponden al Anuttarayogatantra: 
  - Mahayoga
  - Anuyoga
  - Atiyoga (Tib. Dzogchen), dividido en tres clases: 
    - SemDe Mental
    - LongDe Espacial
    - MenNgagDe de Instrucción Esotérica

### Nuevas escuelas de traducción
Las escuelas de traducción Sarma o Nuevas del budismo tibetano (Gelug, Sakya y Kagyu) dividen los Tantras en cuatro categorías:
- Kriyayoga
- Charyayoga
- Yogatantra
- Anuttarayogatantra 
  - Tantras madre, tantras Yogini
  - Tantras padre
  - Tantra no dualista o de clase Advaya

## Lista de textos tántricos budistas

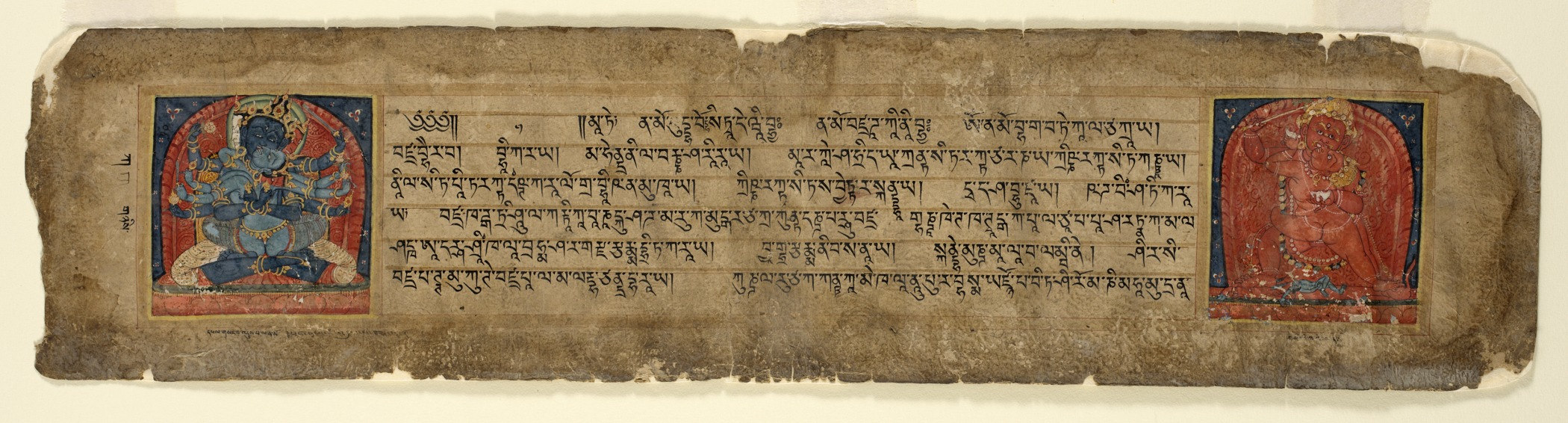
Guhyasamaja (izquierda), Raktayamari (derecha), Folio de un Dharani (hechizos protectores o fortalecedores)

Muchos textos tántricos tienen títulos distintos al de "Tantra", incluyendo los de Dharani, Kalpa, Rajñi, stotra, doha y sutra. Los Grandes Tantras también acumularon literatura secundaria, como los 'Tantras explicativos' (vyākhyātantra), comentarios y literatura sadhana. Los grandes textos tántricos budistas incluyen:
- Guhyasamāja Tantra, clase Padre Tantra, (c. siglos V-VIII)
- Mahavairocana Tantra, clase Charya Tantra, (siglo VII)
- Vajrapãṇyabhiṣeka Tantra
- Sutra de Vajrasekhar
- Tattvasaṃgraha Tantra, clase Yogatantra, (siglo VII)
- Hevajra Tantra, clase Madre, (siglo VIII)
- Cakrasaṃvara Tantra también conocido como Sri-Heruka-bhidhana, clase Madre (siglo VIII)
- Guhyagarbha Tantra, clase Madre
- Sarvabuddha Samayoga, clase Madre
- Vajramrta Tantra, clase Madre
- Vajrapañjara Tantra, clase Madre
- Vajrabhairava Tantra o Yamantaka Tantra, clase Padre, (siglo VIII)
- Mañjuśrī-mūla-kalpa (siglo VIII)
- Shurangama Sutra (siglo VIII)
- Mantra Shurangama
- Susiddhikara Sutra (siglo VIII)
- Sarva-tathāgata-tattva-saṅgraha-sūtra (siglo VIII)
- Kurukullā Tantra
- Mahākāla Tantra
- Samvarodaya Tantra
- Vajrapatala Tantra
- Sri-Vajriimrta-tantra
- Mañjuśrīnāmasamgīti, clase no dual
- Mahachinacara Tantra
- Mayajala Tantra
- Serie de los dieciocho textos de la mente (Semde) (siglo IX) 
  - Kulayarāja Tantra - "El Rey Todo Creador"
- Kalachakra Tantra, clase no dual (mediados del siglo XI)
- Siete textos de la serie Espacio (siglos XI-XIV) 
  - Mahāvarntaprasaranirajatantranāma - "El Tantra Real de la Vastedad que Incluye Todo de Samantabhadra"
- Diecisiete Tantras de Menngagde, Dzogchen (siglos XI-XIV)
- Saṃvara Tantra
- Mahamaya Tantra
- Vajrayogini Tantra
- Sarvarahasya Tantra
- Sri-Paramadya-Tantra
- Nīlakaṇṭha Dhāraṇī o Mahākaruṇā Dhāraṇī, conocido popularmente como el 'Gran Mantra de la Compasión'
- Chandamaharosana Tantra
- Prajnopaya-viniscaya Siddhi
- Naro Chos-Droga
- Nigu Chos-Droga
- Mila Gnubum
- Sutra de la dicha secreta (Tachikawa-ryu, c. 1114)
- Kalika Purana
- Padma Kathang Sanglingma
- Bardo Thödol (1326-1386)
- Nyingtig Yabshi
- Siete Tesoros
- Padma Kathang Sheldrakma
- Longchen Nyingthig
- Yuthok Nyingthig
- Rinchen Terzö Chenmo

## Autores tántricos
A medida que el tantra budista se practicó más ampliamente a mediados del siglo VII, los pandits (gurús) de las principales instituciones escolásticas budistas comenzaron a adoptar las prácticas y a escribir sadhanas y comentarios sobre la praxis Vajrayánicaa. Benoytosh Bhattacharyya señala que hay dos listas cronológicas principales de destacados autores tántricos, la primera de las obras de Taranatha y la segunda de la introducción de Kazi Dawasamdup al Cakrasaṃvara Tantra .
Lista de Taranatha:
1. Padmavajra (c.693), autor del Guhyasiddhi
2. Anangavajra (c.705), autor del Prajñopāyaviniścayasiddhi
3. Indrabhuti (c.717), autor del Jñānasiddhi
4. Bhagavati Laksmi (c.729), autora del Advayasiddhi
5. Lilavajra (c.741)
6. Darikapa (hacia 753)
7. Sahajayogini (hacia 765)
8. Dombi Heruka (hacia 777)

Lista de Kazi Dawasamdup:
1. Saraha, conocido también como Rahulabhadra (c. 633)
2. Nagarjuna (autor del Pañcakrama c. 645, no confundirse con el filósofo Madhyamika )
3. Sabaripa (c.657)
4. Luipa (hacia 669)
5. Vajraghanta (hacia 681)
6. Kacchapa (hacia 693)
7. Jalandharipa (c.705)
8. Krsnacarya (hacia 717)
9. Guhya (c.729)
10. Vijayapa (c.741)
11. Tilopa
12. Naropa

Otros autores tántricos indios incluyen:
- Buddhaguhya, escribió un comentario sobre el Mahavairocana Tantra
- Vimalamitra, siglo VIII, escribió comentarios sobre el tantra Guhyagarbha
- Padmasambhava
- Śāntarakṣita (725–788), a quien se le atribuye la autoría del trabajo tántricoTattvasiddhi por varios autores, pero esto es motivo de debate por estudiosos como Ernst Steinkellner.[11]
- Vilāsavajra, autor del siglo VIII al IX del Namamantrarthavalokini, un comentario sobre el Mañjuśrīnāmasamgīti .[12]
- Buddhajñāna, autor del Śrīherukasādhanavṛtti del siglo VIII al IX
- Aryadeva, autor de La lámpara que integra las prácticas (Caryamelapakapradipa), un comentario sobre el Guhyasamāja Tantra, no confundirse con el filósofo Madhyamaka del mismo nombre.
- Candrakirti, autor del siglo IX del Pradipoddyotana, no confundirse con el filósofo Madhyamaka del mismo nombre.
- Sakyamitra, comentarista del Guhyasamāja Tantra
- Nagabodhi, comentarista del Guhyasamāja Tantra
- Bhavyakīrti, autor del siglo X de un comentario sobre el Cakrasaṃvara Tantra, el Śrīcakrasamvarapañjikā-śūramanojñā-nāma .[11]
- Sraddhakaravarman, comentarista del Guhyasamāja
- Bhavabhaṭṭa, autor del siglo X del Śrīcakrasaṁvarapañjikā, un comentario sobre el Cakrasamvāratantra
- Jayabhadra, comentarista del Cakrasamvāratantra
- Durjayacandra, comentarista del Cakrasamvāratantra
- Vajrapani, comentarista del Cakrasamvāratantra
- Tathagataraksita, comentarista del Cakrasamvāratantra
- Bhavabadra, comentarista del Cakrasamvāratantra
- Viravajra, comentarista del Cakrasamvāratantra
- Manibhadra, comentarista del Cakrasamvāratantra
- Śraddhākaravarma, comentarista del Guhyasamāja
- Prasantajnana, comentarista del Guhyasamāja
- Vimalagupta, comentarista del Guhyasamāja
- Cilupa, comentarista del Guhyasamāja
- Vajrahasa, comentarista del Guhyasamāja
- Santipa
- Kāṇha, autor del Yogaratnamālā sobre el Hevajra Tantra
- Bhadrapāda, autor del Śrīhevajravyākhyākhyāvivaraṇa, sobre el Hevajra Tantra
- Vajragarbha, autor del Ṣaṭsāhasrikā-Hevajra-ṭīkā
- Ratnakīrti, siglo XI
- Ratnākaraśānti, escribió el Muktāvalī, un comentario sobre el Hevajra
- Pundarika, comentarista del tantra de Kalachakra
- Sucandra, comentario del Kalacakra en sesenta mil estrofas
- Yogaratnamālā, autor de un comentario sobre el Hevajra Tantra
- Abhayakaragupta, siglo XI-principios del siglo XII d. C.